# 马亚
马亚（法語：Maillat，法語發音：[maja] ⓘ）是法国东部安省的一个市镇，属于楠蒂阿区。

## 地理
马亚（46°7'45"N, 5°32'17"E）面积11.31 平方千米，位于法国奥弗涅-罗讷-阿尔卑斯大区安省，该省份为法国东部省份，北起汝拉省，西北接索恩-卢瓦尔省，西接罗讷省和里昂大都会，南至伊泽尔省，东与萨瓦省、上萨瓦省和瑞士接壤。
与马亚接壤的市镇（或旧市镇、城区）包括：塞涅、舍维拉尔、孔达米讷、拉巴尔姆、佩里亚、圣马丹迪弗雷讷、维约迪兹纳沃。

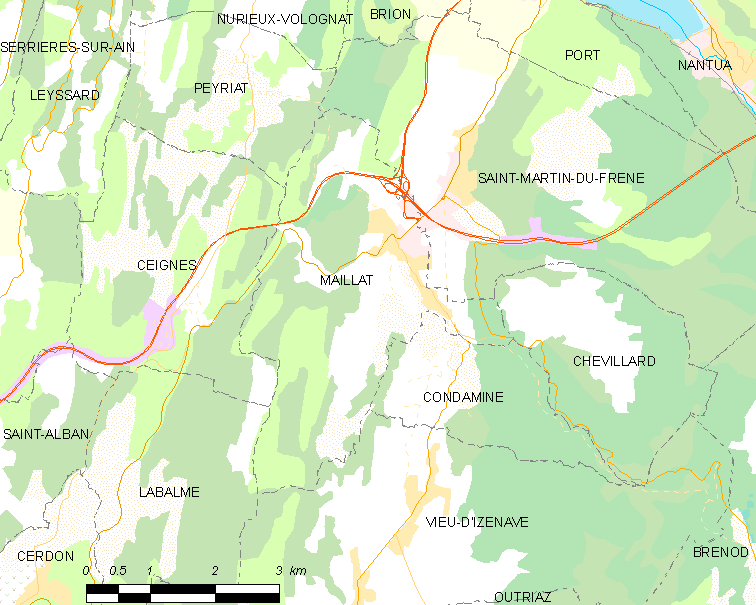
马亚的OSM定位图

马亚的时区为UTC+01:00、UTC+02:00（夏令时）。

## 行政
马亚的邮政编码为01430，INSEE市镇编码为01228。

## 政治
马亚所属的省级选区为楠蒂阿县。

## 人口

1962-2008年间马亚人口变化图示

马亚于2022年1月1日时的人口数量为693人。